# Amphithalea axillaris
Amphithalea axillaris là một loài thực vật có hoa trong họ Đậu. Loài này được Granby miêu tả khoa học đầu tiên.